# Valdepinillos
Valdepinillos es una localidad española y una EATIM perteneciente al municipio de La Huerce, situada en la provincia de Guadalajara, comunidad autónoma de Castilla-La Mancha. 

## Símbolos
El escudo y la bandera que representan a la entidad de ámbito territorial inferior al municipio fueron aprobados oficialmente el 27 de agosto de 2009. El blasón del escudo heráldico es el siguiente:

«Escudo, de plata un pino de sinople, calzado de sinople con sendos pinos de plata. A timbre corona real cerrada.»
Diario Oficial de Castilla-La Mancha nº 196 de 7 de octubre de 2009

La descripción de la bandera es la siguiente:

«Bandera rectangular de proporciones 2:3. Formada por tres franjas verticales e iguales, siendo verdes las exteriores y blanca la central. Sobre la franja blanca lleva un pino verde y sobre cada una de las franjas verde se coloca un pino blanco. Los pinos tendrán una altura de la mitad de la anchura de la bandera.»
Diario Oficial de Castilla-La Mancha nº 196 de 7 de octubre de 2009

## Geografía

### Situación
Está situado en el punto más occidental de la ladera norte del valle del río Sorbe, desde donde puede contemplarse toda la cara septentrional del pico Ocejón. Su término limita al sur con Valverde de los Arroyos, al norte con Condemios de Arriba, al este con La Huerce, a cuyo municipio pertenece, y al oeste con Cantalojas y Galve de Sorbe.
Está incluido dentro del espacio protegido del parque natural de la Sierra Norte de Guadalajara.

### Orografía
La orografía de su término es muy accidentada, oscilando entre los 1100 m s. n. m. en el cauce del río Sorbe hasta su punto más alto, el pico del Prado Cerrajo, con una altitud de 1780 m s. n. m. Junto a éste se alza el cerro de los Porrejones, de 1690 m s. n. m., constituyendo ambos los puntos más altos de la zona entre el cordal sudoriental del pico Ocejón y la sierra de Pela situada más al norte.

### Hidrografía
Entre pico del Prado Cerrajo y el cerro de los Porrejones surge el manantial del Picozo, uno de tantos que recorren el término municipal y que surte de agua a la población. También recorren la zona el arroyo de Valdelacasa, el arroyo de los Gamos y el arroyo del Borbollón. Todos se acaban uniendo para sumarse al Sorbe entre Valdepinillos y La Huerce. 
En la parte más occidental de su territorio se encuentra la llamada "Junta de los Ríos", paraje formado por la unión del río Sorbe, que baja desde su nacimiento en la zona de Galve de Sorbe a través del Losar, con el río de la Hoz, que proviene del Hayedo de Tejera Negra.

## Historia
Dada su posición aislada dentro de un entorno agreste, en Valdepinillos no se le conocen asentamientos hasta la mitad de la Edad Media, si bien es cierto que progresivamente a partir del año 400 a. C. estuvo en el área de influencia de los arévacos, situados en Tiermes al norte de la sierra de Pela, ya en la actual Soria.
Ese mismo aislamiento mantuvo alejados de la zona tanto a cartagineses como a romanos y visigodos, que optaron por trazar sus rutas militares rodeando el macizo central por el oeste (Ayllón) y por el este (Atienza) a la hora de conectar las dos mesetas. Con la llegada de los árabes los antiguos asentamientos que existían se despoblaron, pasando a formar una “tierra de nadie” al estar próxima al frente de la Reconquista delimitado por el río Duero.
La historia del lugar se remonta a la conquista de Toledo en el año 1085 por el rey Alfonso VI y a la posterior repoblación de la meseta castellana entre los ríos Duero y Tajo por parte de habitantes del Norte, principalmente vascos y cántabros. Esta labor repobladora tenía como misión asegurar las fronteras contra nuevas invasiones instando a los nuevos asentamientos a repeler cualquier agresión. Inicialmente perteneció al Común de Villa y Tierra de Atienza, pasando después durante el siglo XIII al infante Don Juan Manuel, quien levantó un primitivo castillo en Galve de Sorbe.
A la muerte del infante en 1348 pasó a ser propiedad de la Corona hasta que en 1354 el rey Pedro I se lo cedió a Iñigo López de Orozco por los servicios prestados a su padre Alfonso XI. Hacia el siglo XIV el territorio pasó a formar parte de la Comunidad de Villa y Tierra de Galve, conjunto que en 1428 fue vendido a Diego López de Zúñiga. Posteriormente se vendió de nuevo en 1543 pasando a formar parte de las tierras de los Mendoza, hasta la constitución oficial como Señorío por Felipe II en 1557 bajo la denominación de Condado de Galve.
En 1728 Manuel Silva de Haro, duque de Pastrana y noveno conde de Galve, contrajo matrimonio con la undécima duquesa de Alba, Mª Teresa Álvarez de Toledo, pasando el territorio a formar parte de la Casa de Alba. Actualmente los duques de Alba llevan todavía incorporado entre sus títulos nobiliarios el de Conde de Galve.
A principios del siglo XIX las Cortes de Cádiz firmaron un decreto suprimiendo los señoríos de los nobles, obligando en 1823 a la nobleza a presentar una justificación documental acerca de la adquisición de las tierras y propiedades que tenían a su nombre. Las tierras y bienes no justificados que hasta entonces no se podían enajenar (vender, hipotecar o ceder) fueron sometidos a expropiación forzosa y mediante subasta pública puestos en venta entre 1837 y 1855 durante el período de la Desamortización española. El Condado de Galve como tal quedó disuelto, aprovechando los habitantes de Valdepinillos para comprar todo el terreno común y propio que formó el municipio y territorio circundante.
Hacia mediados del siglo XIX, la localidad contaba con una población de 80 habitantes. Aparece descrita en el decimoquinto volumen del Diccionario geográfico-estadístico-histórico de España y sus posesiones de Ultramar de Pascual Madoz de la siguiente manera:

VAL DE PINILLO: ald. del ayunt. de la Huerce, en la prov. de Guadalajara (11 leg.), part. jud. de Atienza (5 1/2) aud. terr. de Madrid (19); dióc. de Sigüenza (6); sit. en terreno áspero con clima frio; tiene 2O casas y una igl. aneja de la de Huerce: confina el térm. con las de Campisábalos, Condemios de Arriba, la Huerce y Palancares; dentro de él se encuentran vanas fuentes de abundantes y finas aguas: el terreno es quebrado en su mayor parte y de mediana calidad: caminos, los locales, en mediano estado: correo se recibe y despacha en Cogolludo. prod. cereales, legumbres y yerbas de pasto con las que se mantiene ganado lanar, cabrio vacuno y de cerda; hay caza de perdices, conejos y liebres. pobl.: 19 vec. 80 almas.
(Madoz, 1849, p. 258)

### Cestalviejo
El 18 de septiembre de 1543 Alonso de Acevedo y Zúñiga, conde de Monterrey, vendió a la Casa de los Mendoza la villa de Galve de Sorbe junto con su fortaleza y los lugares de su tierra, ente los que se encontraban Valdepinillos y Cestalviejo. Este último poblado ya no existía como tal en 1752 tal y como queda reflejado el Catastro del Marqués de la Ensenada.
Partiendo de Valdepinillos y atravesando las antiguas eras se llega andando en unos 15 minutos a un extenso robledal conocido como Matalviejo, que podría ser una transformación de la palabra Cestalviejo. En medio del bosque, ya cubiertas por los árboles y la maleza, existen unas tainas o casillas agrupadas alrededor de una fuente con un pilón o abrevadero que en otro tiempo fueron usadas para guardar el ganado. Entre los habitantes de Valdepinillos se mantiene que esas tainas eran viviendas que fueron habitadas hace mucho tiempo, pero que ante la escasez de agua que ocasionó una prolongada sequía sus habitantes las abandonaron y se trasladaron a Valdepinillos.

## Arquitectura negra
Sus construcciones tienen todas las características típicas de la arquitectura negra al estilo de las poblaciones de alrededor, como Valverde de los Arroyos, La Huerce, Umbralejo, Zarzuela de Galve y Palancares. Al estar situado sobre materiales sedimentarios las lajas de pizarra no están tan disponibles como en las zonas próximas al pico Ocejón, como en Majaelrayo o Campillo de Ranas, por lo que su uso se limita a los tejados y a algunos trozos sueltos en los muros, que están construidos en piedra. En los últimos años se han mantenido los muros sustituyendo las lajas de los tejados por tejas negras, a fin de aliviar el peso sobre las estructuras internas, construidas en madera de roble (postes y vigas) y pino (para las viguetas).
Es uno de los pueblos mejor conservados con un trazado y arquitectura rural casi intacta, solo modificada por el paso del tiempo y los ajustes propios de la adecuación a tiempos actuales. Conserva todavía elementos originales ya desaparecidos de otros pueblos de la zona, como algunos hornos redondos para cocer el pan, chimeneas de pizarra y pequeños balcones.
Hasta principios del siglo XXI contaba con un espectacular ejemplar de chopo en la plaza de la iglesia en lugar del típico olmo de otros pueblos.

## Cartografía
- Hojas 432-IV, 433-III, 459-II y 460-I a escala 1:25000 del Instituto Geográfico Nacional.